# Броумов (Наход)
Броумов (чеськ. Broumov; нім. Braunau) — місто в Чехії, в окрузі Наход в краю Градец Кралове, недалеко від кордону з Польщею.

## Географія
Муніципалітет розташований на невеликій річці Стінава на північному сході Богемії, приблизно на півдорозі між Находом на південному заході та польським Валбжихом на півночі. Це центр регіону Брумовська верховина хребту Центральні Судети, поруч з сусідніми Адршпашсько-Теплицькіми скелями — охоронюваної території, популярної серед альпіністів.

## Історія
Вперше Броумов згадується як місто у 1256 році. Король Чехії Пржемисл Оттокар I надав віддалений регіон навколо Полице бенедиктинським ченцям абатства Бржевнов з Праги, котрі почали колонізувати землі в 1213 році. Поселення ремісників виросло біля Бенедиктинського деканату приблизно з 1250 р. І стало головним місцем виробництва текстилю з ринками продажу по всій північній та центральній Чехії, а також у сусідній Сілезії.

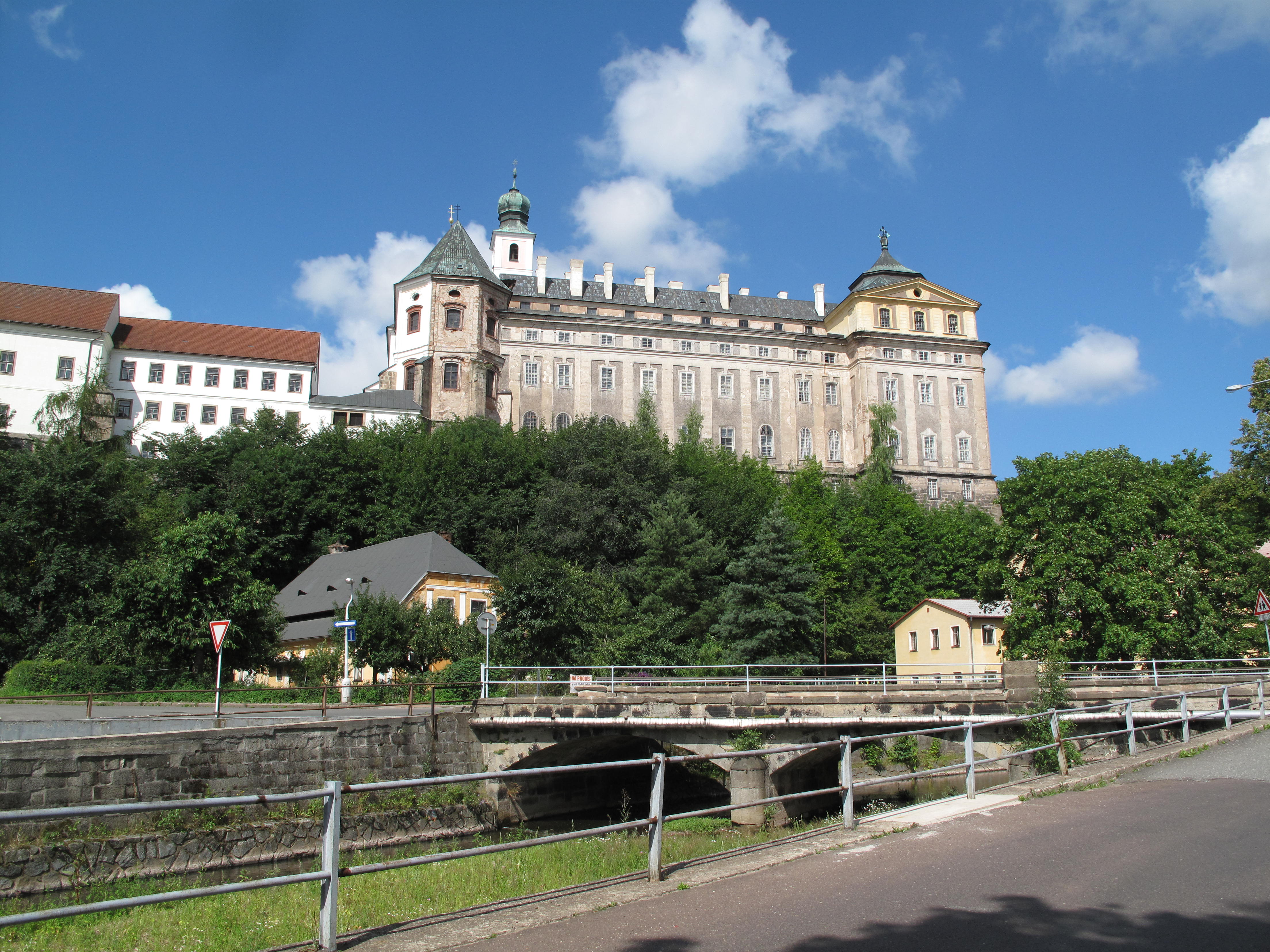
Монастир Броумов

Після пожежі в 1306 році, пробство було значною мірою перебудоване і розширене як монастирський комплекс, включаючи церкву Святого Лаврентія, латинську школу. Однак середньовічна церква Панни Марії (Діва Марія) пережила пожежу, і це найстаріша існуюча дерев'яна церква в Чехії, що датується 12 століттям; будівля досі використовується.
Місто було адміністративним центром маєтків абатства, його привілеї підтвердили король Карл IV у 1348 році. Місто було закладено Локатором навколо великої прямокутної ринкової площі, подібно до сілезьких міст, включаючи лікарню та укріплення, які повстали з 1357 року і були закінчені у 1380 році. Монастир Броумов залишався міцно прив'язаним до абатства Бржевнов, звідки ченці втекли під час гуситських воєн у 1420 році. Проте, він теж сильно постраждав від нападів гуситів і знову в тридцятилітній війні, після чого він був перебудований у стилі бароко за планами Крістофа Діенценгофера, продовженим його сином, Кіліаном Ігнацієм Діенценхофером. З 1703 по 1810 р. Абатство Легніцьке Поле у Сілезії було філіальним монастирем Брумова.

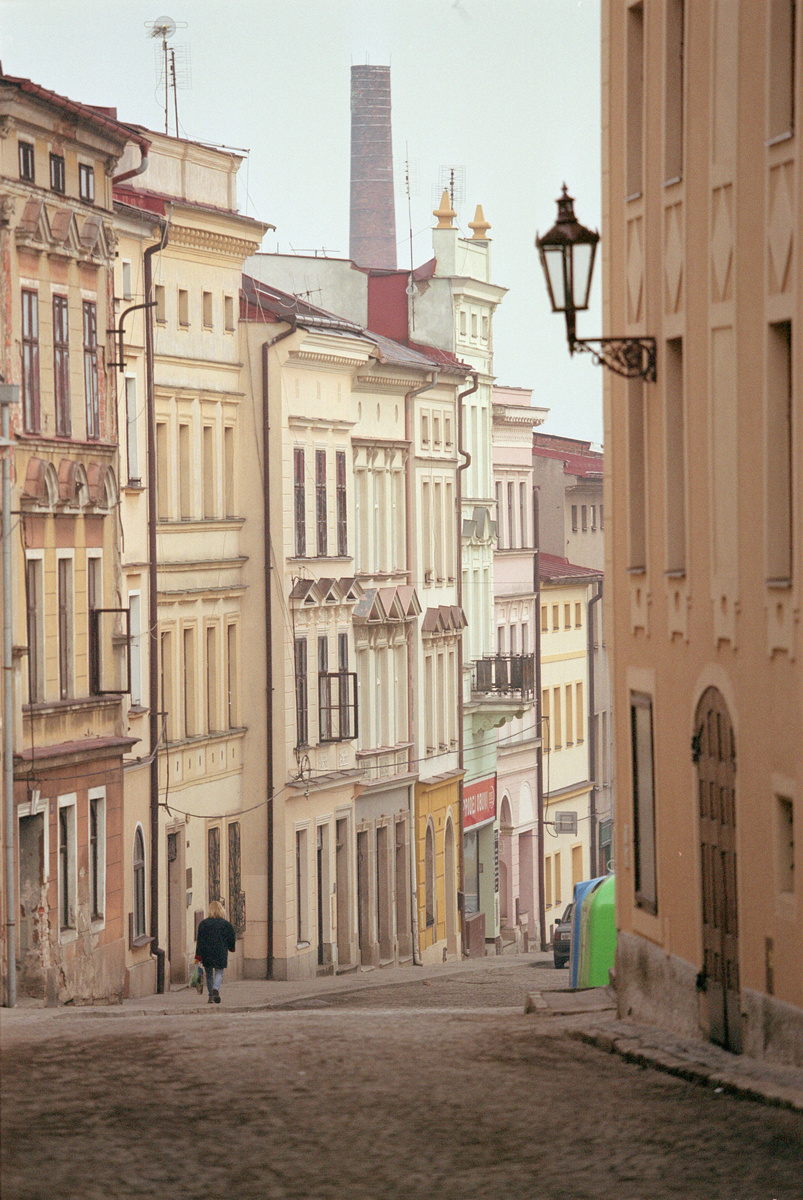
Стара міська вулиця біля ринкової площі

Включений у монархію Габсбургів з 1526 року, Брумов знову зазнав силезьких воєн з 1740 року, коли війська прусської армії пограбували його, а після Бреславського договору 1742 року сусідні землі Сілезії та Кладсько були відрізані новоствореним Австро-Прусським кордоном. З Богемією місто стало частиною Австрійської імперії у 1804 році та цислейтанської (австрійської) сторони Австро-Угорської монархії у 1867 році. З 1868 року він був адміністративним місцем Безірка Браунау, одного з 94 округів (Окресі) в Австрійському Богемському королівстві, що включає міста Броумов, Полице та Тепліце (Векельсдорф). Після Австро-Прусської війни 1866 року численні громадяни емігрували до Латинської Америки, особливо до Чилі, де поблизу Пуерто-Варасу в 1875 році було створено село Нуева-Браунау.
Після Першої світової війни та розпаду Австро-Угорщини Брумов з його переважно німецьким населенням увійшов до складу нової держави Чехословаччини згідно з Сен-Жерменським договором 1919 року. Після Мюнхенської угоди Броумов був окупований нацистською Німеччиною в жовтні 1938 року та включений до складу Регієрунгсбазірка Ауссіг Рейхсгау Судетланд. Святий Престол офіційно розділив бенедиктинські монастирі Броумова та Бржевнова у наступному році. Після того, як двоє ченців були депортовані нацистами до концтабору Дахау під час Другої світової війни, ще двоє братів були вбиті чехословацькою міліцією.
Відповідно до декретів Бенеша, німецькомовне населення було вислано, у тому числі ченці абатства, які відновили монастир Браунау в абатстві Рор у Баварії. Брумовський монастир був остаточно скасований у 1950 році; після оксамитової революції 1989 року Чехія відновила власність в абатстві Бржевнов.

## Помітні люди

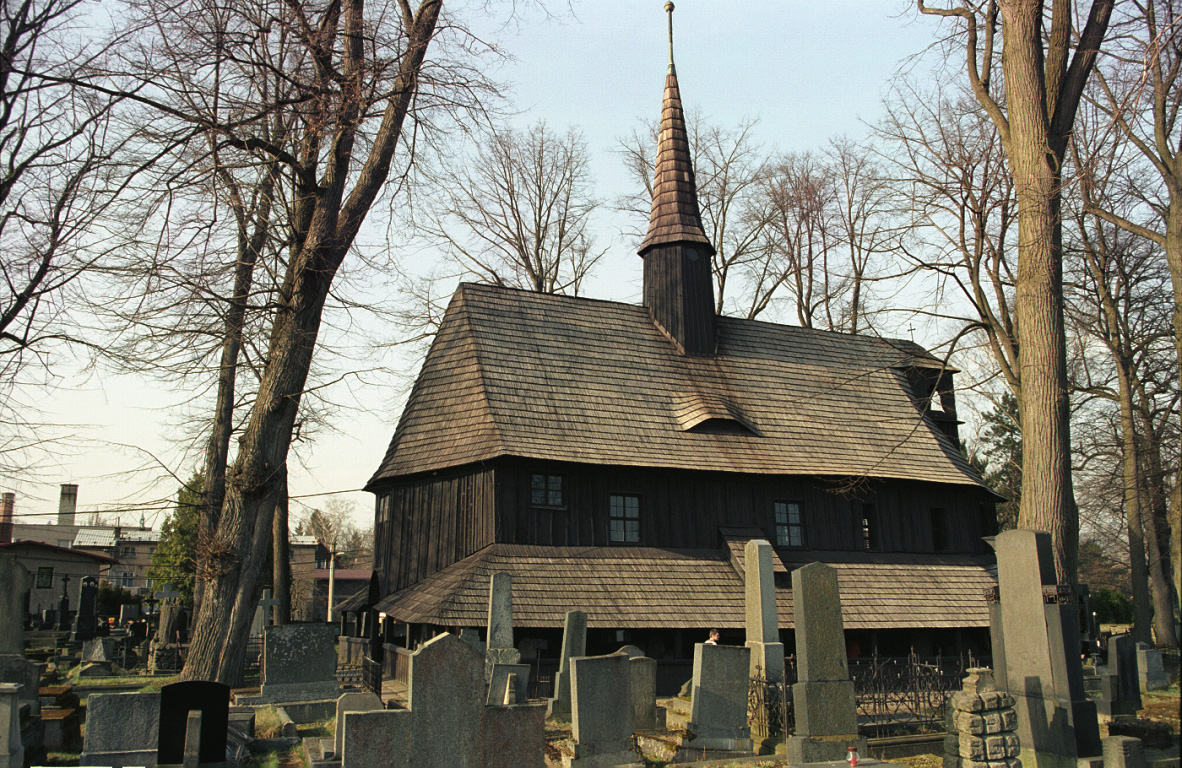
Церква Діви Марії — стара дерев'яна церква

### Народилися у Брумові
- Джуліус Ліпперт (1839—1909), історик
- Юзеф Каспарек (1915—2002), історик
- Амадей Веберсінке (1920—2005), піаніст
- Крістіан Фест (нар. 1945), етнолог
- Павло Крмаш (1980 р.н.), футболіст
- Томаш Попперле (1984 р.н.), хокеїст на льоду

### Інші
- Президент Рейху Пол фон Гінденбург (1847—1934), який у юнацтві пройшов через Броумов під час австро-прусської війни, зневажливо назвав Адольфа Гітлера як «того богемського капрала», — помірковано чи ні — плутаючи Броумов (Braunau in Böhmen) з батьківщиною Гітлера Braunau am Inn.
- Алоїс Їрасек (1851—1930), письменник, відвідувала школу в абатстві Брумова.
- Іржі Петро (1931—2014), агролог, відвідував школу у Броумові.

## Важливі пам'ятки
- Монастир, перебудований у стилі бароко у 1726—1748 рр. за задумом Кіліана Ігнаца Дінценгофера з монастирським костелом Святого Войцеха та монастирська бібліотека
- Колишня монастирська гімназія з 1711 року
- Будинки середнього класу 16-19 століть
- Під номерами 154 та 155 дві камениці із зоряними склепіннями 1870-х років
- Стара ратуша з 1419 р. (Оновлена після пожеж 1452, 1565 рр., Перебудована у 1838 р.)
- Парафіяльний костел Святих Петра і Павла згадується у 1258 р. З інтер'єрами з 1757 р
- Дерев'яний цвинтарний костел Діви Марії, споруджений в 1450 році, відреставрований в 17 столітті, це, мабуть, найстаріший існуючий дерев'яний костел у Чехії
- Барокова Колона Діви Марії на ринку

## Міста-побратими— міста-побратими

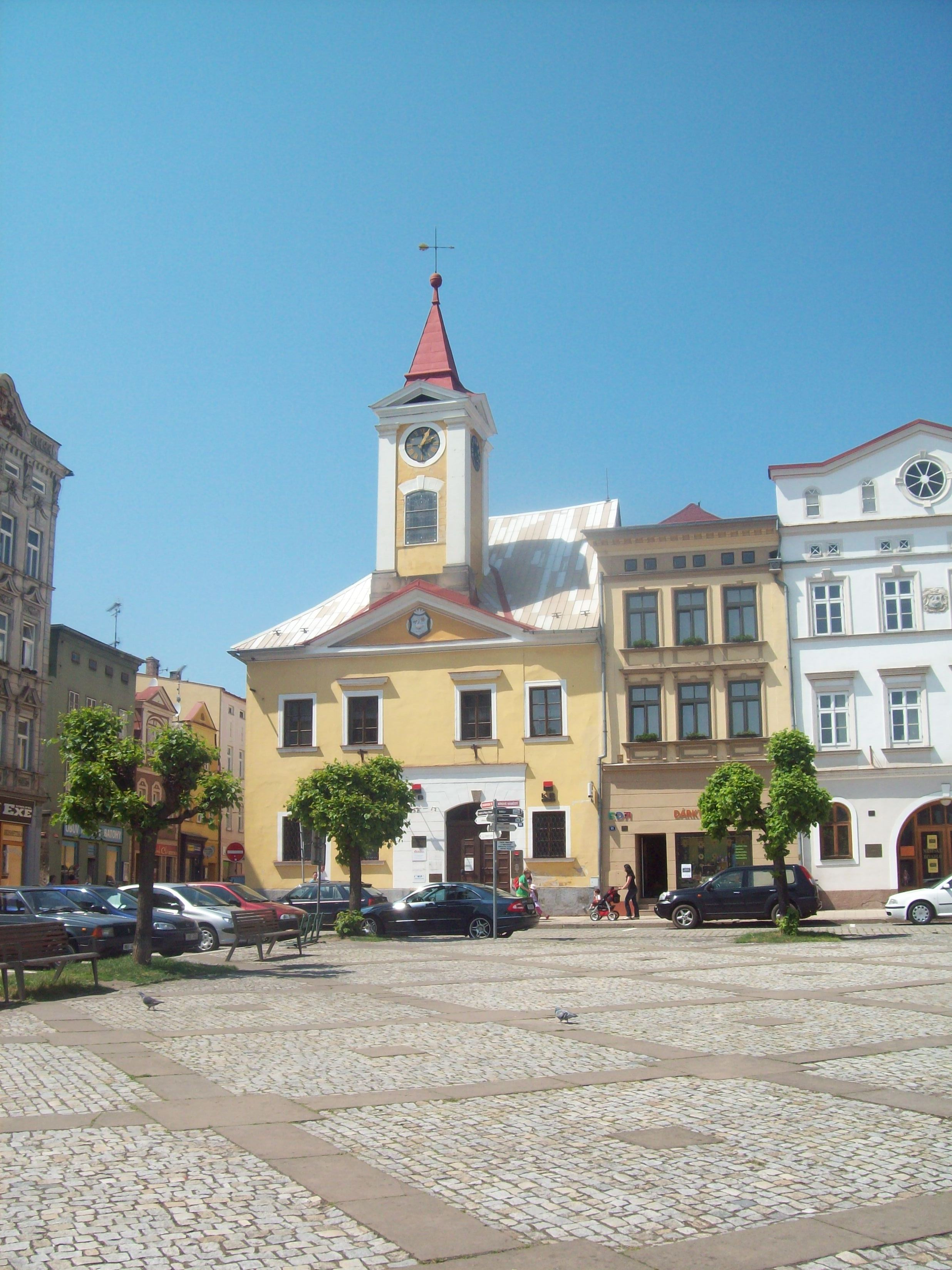
Мерія

Броумов побратим з:
- Forchheim, Germany
- Nowa Ruda, Poland